# Panarea
Panarea är en av de sju större öarna inom ögruppen Eoliska öarna som tillhör Italien.